# نیروی مرکزی

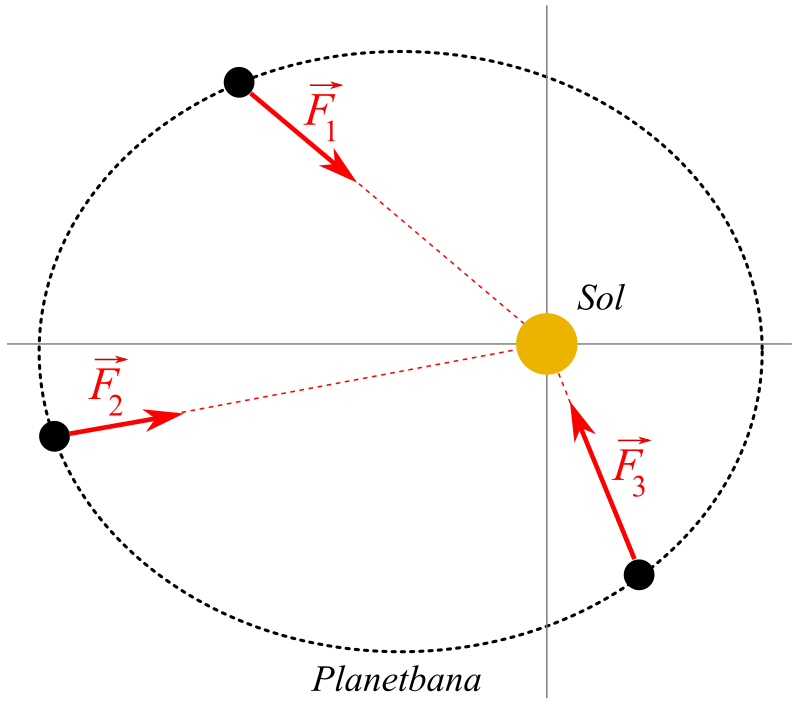
نیروی جانب مرکز در یک حرکت بیضوی

نیروی که در نمایش دستگاه مختصات کروی دارای فرم روبرو باشد را نیروی مرکزی (به انگلیسی: Central force) می‌نامیم:     {\displaystyle {\vec {F}}=f(r){\hat {r}}}
نیروی گرانش و قانون کولن دو نمونه از نیروی مرکزی هستند. از آنجایی که تاو نیروهای مرکزی صفر است( {\displaystyle \bigtriangledown \times {\vec {F}}=0} )، تمام نیروهای مرکزی نیروی پایستار هستند. بنابراین می‌توانیم تابع انرژی پتانسیل را تعریف کنیم:     {\displaystyle V(r)=-\int _{r_{ref}}^{r}{\vec {F}}.d{\vec {r}}=-\int _{r_{ref}}^{r}f(r)dr}
و {\displaystyle r_{ref}}(حد پائین) مقدار مرجع {\displaystyle r} است که به ازای آن، انرژی پتانسیل بنابر تعریف صفر می‌شود؛ در مورد نیروهایی از نوع توان معکوس، غالباً {\displaystyle r_{ref}} بی‌نهایت انتخاب می‌شود. از معادله فوق با معلوم بودن تابع نیرو، میتوان تابع انرژی پتانسیل را محاسبه کرد و همچنین برعکس، اگر تابع انرژی پتانسیل معلوم باشد  می‌توانیم تابع نیرو را برای میدان مرکزی محاسبه کنیم:     {\displaystyle f(r)=-{\frac {dV(r)}{dr}}}
از مهمترین ویژگی‌های نیروهای مرکزی، ثابت بودن تکانه زاویه‌ای ذرات متحرک در میدان‌های مرکزی است:     بردار ثابت{\displaystyle {\vec {L}}=}، {\displaystyle L=|mr^{2}{\dot {\theta }}|=const}

## پایداری مدارهای تقریباً دایره‌ای در میدان‌های مرکزی
تمام نیروهای مرکزی امکان تشکیل مدارهای دایره‌ای پایدار را نمی‌دهند. تنها میدان‌های مرکزی‌ای اجازه تشکیل مدار دایره‌ای پایدار را می‌دهند که در نامساوی روبرو(شرط پایداری) صدق کنند:     {\displaystyle f(a)+{\frac {a}{3}}f'(a)<0}
به عنوان مثال اگر تابع نیروی مرکزی به صورت توانی باشد( {\displaystyle f(r)=-cr^{n}} ) شرط پایداری نتیجه می‌دهد:     {\displaystyle -ca^{n}-{\frac {a}{3}}ca^{n-1}<0\Longrightarrow n>-3}
بنابراین نیروی عکس مجذوری(همانند گرانش: {\displaystyle n=-2}) اجازه‌ی ایجاد مدار دایره‌ای پایدار را می‌دهد، اما در نیرویی همانند عکس توان چهار ({\displaystyle n=-4}) مدارهای دایره‌ای ناپایدار هستند.